# KOGIRLS
KOGIRLS는 중국의 음악 그룹이다. 2017년 싱글 [Mamama]로 데뷔했다.

## 음반
- Mamama (2017)
- 泪了(《终极三国2017》电视剧片尾曲) (2018)
- 秋风渐(《墓王之王》影视剧插曲) (2021)